# Lionel Torres
Pour les articles homonymes, voir Torres.
Lionel Torres est un archer français licencié aux Archers Catalans, né le 16 mars 1975 à Perpignan (Pyrénées-Orientales) et professeur de sport à la Direction départementale de la Cohésion sociale des Pyrénées-Orientales. Il tire dans la catégorie arc classique au club des Archers Catalans à Perpignan.
Il fut membres des équipes de France de 1991 à 2006.

## Palmarès
- Recordman du monde par équipe en 1996 au Grand Prix des Nations (Allemagne, avec Sebastien Flute et Damien Letulle);
- Plusieurs fois recordman de France :
  - grand total (1346pts/1440);
  - à 90 mètres (323pts/360);
  - à 70/60 mètres (343pts/360);
  - 2x70 mètres (677pts/720);
  - par équipes (3965pts/4320);

### Jeux olympiques
- 1996: quart de finaliste individuel, et 9e par équipes avec Damien Letulle et Sebastien Flute;
- 2000: 11e des qualifications individuelles, et 11epar équipes;

### Championnats du monde
- Champion du monde par équipes en 1993;
- Vice-champion du monde individuel en 2001;
- 3e des championnats du monde individuels en 1999;

### Championnats du monde en salle (18m)
- Vice-champion du monde par équipes en 1995;

### Championnats d'Europe
- Champion d'Europe par équipes en 2002;
- Vice-champion d'Europe individuel en 1998;
- 3e des championnats d'Europe par équipes en 1994, 1996, 1998, et 2000;

### Championnats d'Europe en salle (18m)
- Champion d'Europe individuel en 1998;

### Championnats de France
- Champion de France en 1992 et 1996.